# Saint-Agnant-de-Versillat
Saint-Agnant-de-Versillat is een gemeente in het Franse departement Creuse (regio Nouvelle-Aquitaine). De plaats maakt deel uit van het arrondissement Guéret. Saint-Agnant-de-Versillat telde op 1 januari 2022 1.059 inwoners.

## Geografie
De oppervlakte van Saint-Agnant-de-Versillat bedraagt 50,46 km², de bevolkingsdichtheid is 22 inwoners per km² (per 1 januari 2019.
De onderstaande kaart toont de ligging van Saint-Agnant-de-Versillat met de belangrijkste infrastructuur en aangrenzende gemeenten.

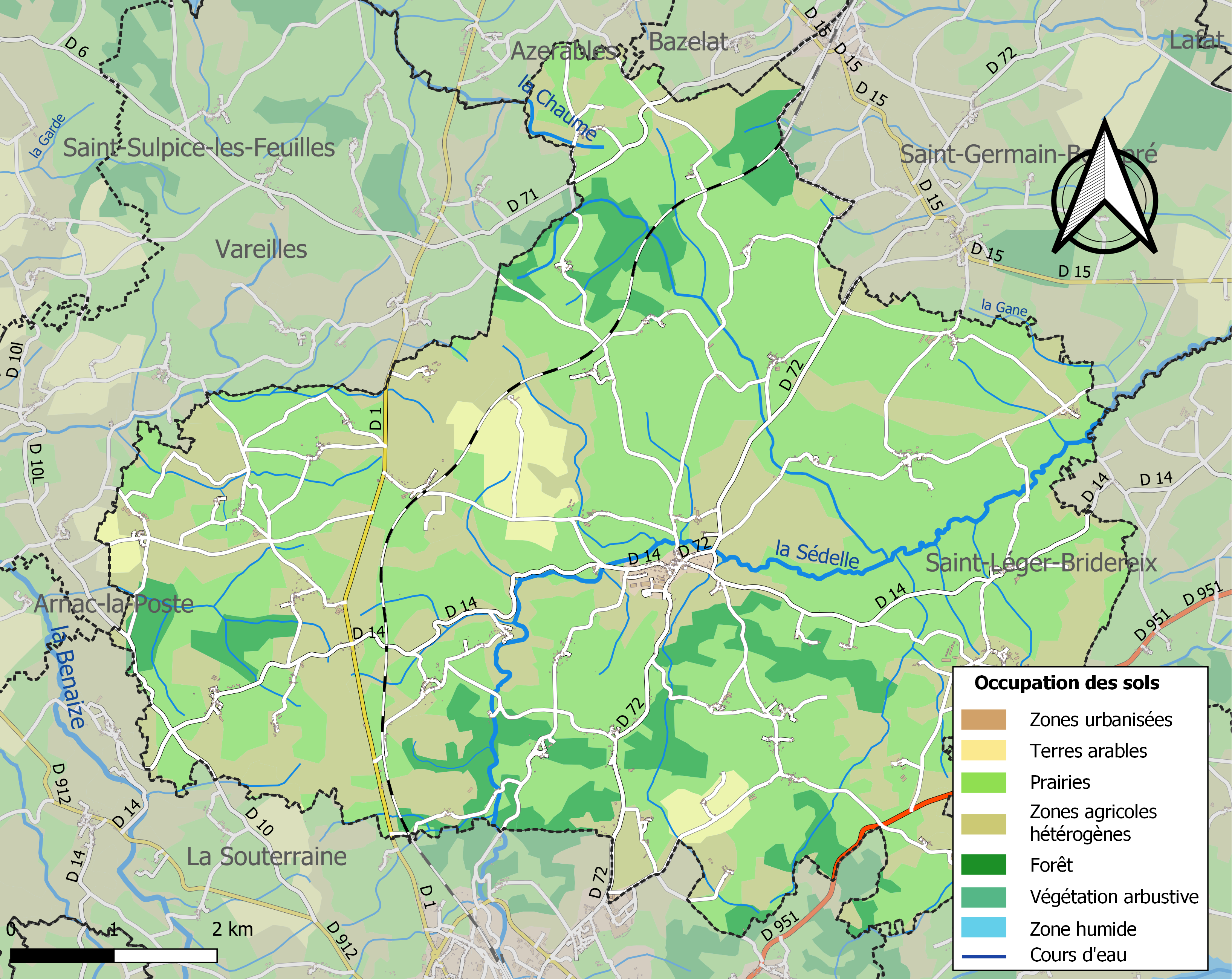

## Demografie
Onderstaande figuur toont het verloop van het inwonertal (bron: INSEE-tellingen).